# (5364) Christophschäfer
(5364) Christophschäfer es un asteroide perteneciente al cinturón de asteroides, descubierto el 2 de septiembre de 1980 por Zdeňka Vávrová desde el Observatorio Kleť, České Budějovice, República Checa.

## Designación y nombre
Designado provisionalmente como 1980 RC1. Debe su nombre a Christoph Schäfer, un astrofísico alemán.

## Características orbitales
Christophschäfer está situado a una distancia media del Sol de 2,458 ua, pudiendo alejarse hasta 2,952 ua y acercarse hasta 1,965 ua. Su excentricidad es 0,200 y la inclinación orbital 3,109 grados. Emplea 1408,34 días en completar una órbita alrededor del Sol.
El próximo acercamiento a la órbita terrestre se producirá el 1 de abril de 2033, entre otros.

## Características físicas
La magnitud absoluta de Christophschäfer es 13,3. Tiene 12,248 km de diámetro y su albedo se estima en 0,092. Está asignado al tipo espectral C según la clasificación SMASSII.